# Michal Šotola
Michal Šotola (* 12. října 1979, Praha) je český lékař, pneumolog a internista, primář I. kliniky tuberkulózy a respiračních nemocí Všeobecné fakultní nemocnice v Praze. Vystudoval 3. lékařskou fakultu Univerzity Karlovy. Atestaci získal z pneumologie, fyziologie a vnitřního lékařství. Působil v nemocnicích Na Bulovce a Na Homolce, absolvoval stáž v Dijonu. Od roku 2018 pracuje ve Všeobecné fakultní nemocnici. Je ženatý a má dva syny. Je římskokatolického vyznání.
Veřejnou známost si získal během pandemie covidu-19 v Česku. Léčil taxikáře Roberta Markoviče, prvního pacienta, kterému byl podán experimentální lék Remdesivir. V březnu 2020 napsal otevřený dopis ministrům a poslancům, v němž žádal o lepší komunikaci s veřejností a důsledné obhajování jednotlivých restrikcí včetně jasného harmonogramu jejich uvolňování. V rozhovorech pro média kritizoval vládu za to, že se příliš řídí podle aktuálních nálad ve společnosti, spíše než podle jasných důkazů.
V roce 2023 podpořil protest lékařů proti přesčasům ve zdravotnictví. V reakci na návrh o výsluhách lékařů veřejně vyzval prezidenta České lékařské komory Milana Kubka k rezignaci, jeho návrh označil za „skandální“ a „plivnutí do tváře většiny členů ČLK“, a vyjádřil obavu, že situace jen popudí veřejnost proti zdravotníkům.
Veřejně se angažuje v odporu občanů Dolních Chaber a přilehlých městských částí proti plánované trase severozápadního segmentu dálnice D0 (Pražského okruhu) ve variantě J, která by měla výrazně zasáhnout do přírodního parku Drahaň-Troja. Kritizuje netransparentní způsob prosazování této varianty a jako plicní specialista upozorňuje na nebezpečí znečištění ovzduší způsobeného velkými dopravními stavbami v blízkosti hustě osídlených oblastí.
V roce 2018 kandidoval do zastupitelstva městské části Praha-Dolní Chabry z předposledního čtrnáctého místa za sdružení nezávislých kandidátů 184 00.cz - ZA LEPŠÍ CHABRY. Znovu kandidoval i v roce 2022, tentokrát ze třináctého místa znovu za sdružení, které oproti předchozím volbám dostalo podporu od hnutí STAN.